# 에른스트 마이어

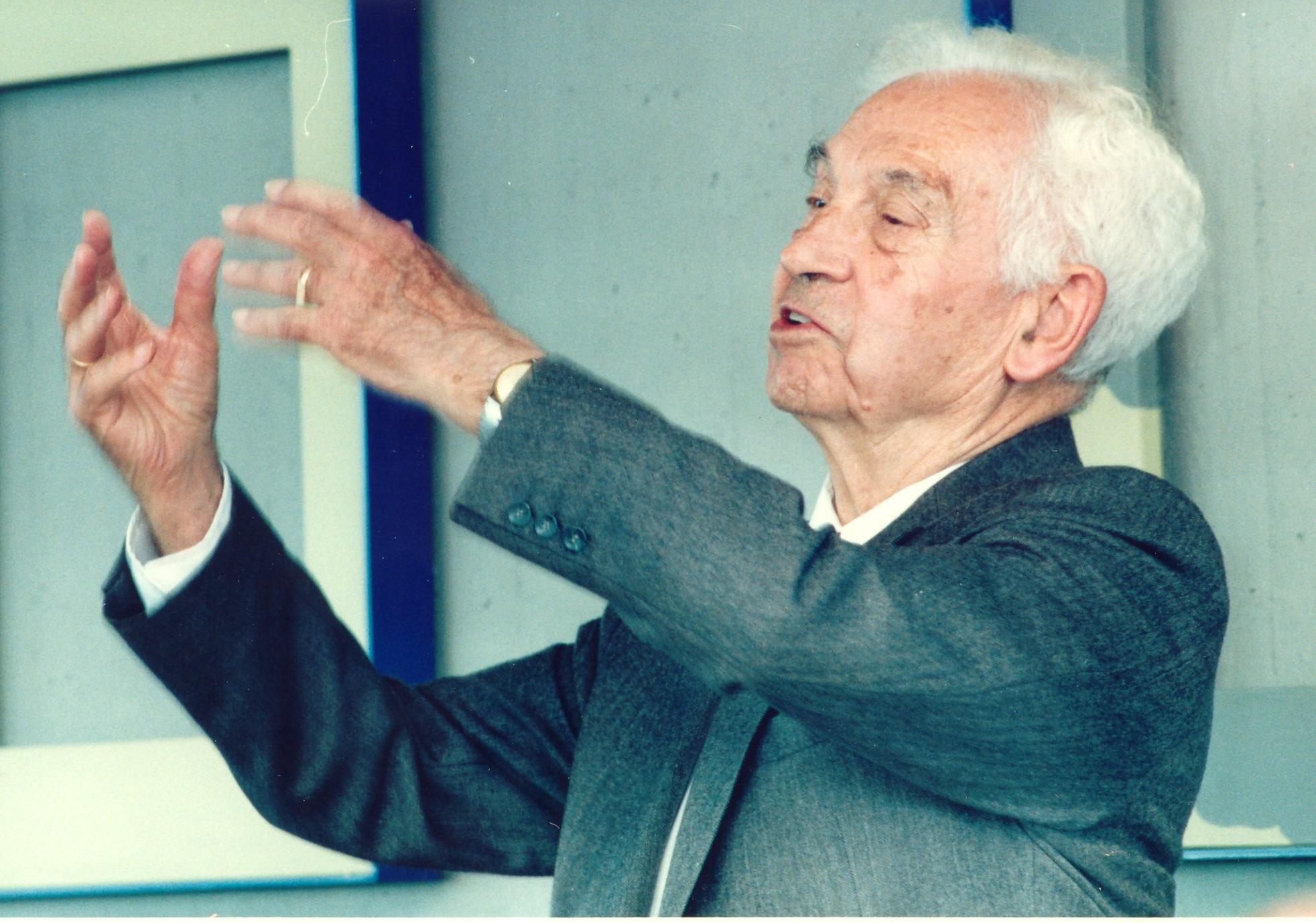
에른스트 마이어 (1994)

에른스트 발터 마이어(영어: Ernst Walter Mayr, 1904년 7월 5일 ~ 2005년 2월 3일)는 독일 태생의 미국 동물학자이다. 20세기의 진화생물학 이론가로 미국 하버드대학 교수로 1953년부터 일했다. 하버드에서 1973년 명예교수로 은퇴했다.
처음엔 조류학을 연구했으나 나중에는 《동물의 종과 진화》(Animal Species and Evolution, 1963)와 《진화와 생명의 다양성》(Evolution and the Diversity of Life, 1976)에서 보여준 바와 같이 진화에 관한 신다윈주의적 견해로 유명해졌다.
찰스 다윈 등은 여러 종이 하나의 공통된 조상으로부터 진화할 수 있다고 가정했지만, 이러한 현상이 일어나는 메커니즘은 이해되지 않아 종 문제를 야기했다. 에른스트 메이어는 종에 대한 새로운 정의를 가지고 그 문제에 접근했다. 그는 한 종은 단지 형태학적으로 비슷한 개체의 집단이 아니라 다른 모든 종들을 제외한 자기들끼리만 번식할 수 있는 집단이라고 썼다. 한 종 내의 개체군이 지리, 먹이 전략, 짝짓기 선택 또는 다른 수단에 의해 고립될 때, 그들은 유전적 이동과 자연 선택을 통해 다른 개체군과 다르기 시작할 수 있고, 시간이 지나면서 새로운 종으로 진화할 수도 있다. 가장 중요하고 빠른 유전자 재구성은 고립된 극소수의 개체군에서 발생한다.
새에 대한 그의 연구를 바탕으로 한 그의 주변지역성 종분화 이론은 여전히 대표적인 종분화 이론으로 여겨지고 있으며, 닐스 엘드리지와 스티븐 제이 굴드가 제안한 정점 평형 이론의 이론적 뒷받침이었다. 마이어는 때때로 생물학의 현대철학을 창안한 공로를 인정받는데, 특히 진화생물학과 관련된 부분은 과학에 (자연)역사를 도입했기 때문에 물리학과 구별했다.

## 저작
- 이것이 생물학이다
- 진화란 무엇인가

## 같이 보기
- 미국 철학
- 생물기호학
- 진화
- 생물학철학

## 참고 자료
- 이 문서에는 다음커뮤니케이션(현 카카오)에서 GFDL 또는 CC-SA 라이선스로 배포한 글로벌 세계대백과사전의 내용을 기초로 작성된 글이 포함되어 있습니다.